# 比拉法梅斯
比拉法梅斯，是西班牙瓦伦西亚自治区卡斯特利翁省的一个市镇。总面积70平方公里，总人口1514人（2001年），人口密度22人/平方公里。